# Сенад Јашаревић
Сенад Јашаревић (Нови Сад, 1963) редовни је професор Правног факултета Универзитета у Новом Саду

## Образовање
Дипломирао је на Правном факултету у Новом Саду 1986. године. Магистрирао је на Правном факултету у Новом Саду 1992. године одбранивши магистарску тезу "Улога и значај колективног уговора". Докторирао је на истом факултету 2000. године одбранивши докторску дисертацију под називом "Решавање радних спорова мирним путем у теорији и пракси".

## Радна места
За асистента за наставни предмет Радно право изабран је 1988. године, а за доцента јануара 2001. године. За ванредног професора изабран 16. јануара 2006. године, a за редовног професора 2010. године.

## Чланство у организацијама и телима
- Био је члан републичке Комисије за демократизацију образовања као и Републичког савета за равноправност полова.
- Председник је Удружења за радно право и социјално осигурање Србије, миритељ је при Републичкој агенцији за мирно решавање радних спорова.
- Члан је Европског удружења за радно право (European Labour Law Network).

## Научни рад
Област научног интересовања: колективни уговори, мирно решавање радних спорова, флексибилни облици рада, реформа социјалног осигурања, европско радно право, радно и социјално право Европске уније, равноправност полова.

## Изабрана библиографија

### Књиге
1. Јашаревић, Сенад (2013). Социјално право. Правни факултет у Новом Саду. ISBN 978-86-7774-113-6.
2. Jašarević, Senad (2016). Social Security Law. Kluwer Law International - Serbia: International Encyclopaedia of Laws. ISBN 978-90-654-4939-9.

### Научни радови
1. Јашаревић, Сенад (2017). „СЛОБОДА КРЕТАЊА РАДНИКА У ЕУ У НОВИМ ОКОЛНОСТИМА” (PDF). Зборник радова Правног факултета у Новом Саду. LI br. 4: 1379–1397. Архивирано из оригинала (PDF) 04. 12. 2021. г. Приступљено 01. 11. 2018.
2. Јашаревић, Сенад (2016). „УТИЦАЈ ДИГИТАЛИЗАЦИЈЕ НА РАДНЕ ОДНОСЕ” (PDF). Зборник радова Правног факултета у Новом Саду. L br. 4: 1103–1117. Архивирано из оригинала (PDF) 05. 12. 2021. г. Приступљено 01. 11. 2018.
3. Јашаревић, Сенад (2015). „УРЕЂЕЊЕ РАДНОГ ОДНОСА У СРБИЈИ У КОНТЕКСТУ НОВИХ ОКОЛНОСТИ У СВЕТУ РАДА” (PDF). Зборник радова Правног факултета у Новом Саду. XLIX br. 3: 1053–1068. Архивирано из оригинала (PDF) 04. 12. 2021. г. Приступљено 01. 11. 2018.
4. Јашаревић, Сенад (2014). „ЗАКОН О РАДУ И КОМУНИТАРНИ ПРАВНИ СТАНДАРДИ” (PDF). Зборник радова Правног факултета у Новом Саду. XLVIII br. 3: 153–169. Архивирано из оригинала (PDF) 09. 12. 2021. г. Приступљено 01. 11. 2018.
5. Јашаревић, Сенад (2013). „РАДНИ ОДНОС – ТЕНДЕНЦИЈЕ У ПРАКСИ И РЕГУЛАТИВИ” (PDF). Зборник радова Правног факултета у Новом Саду. XLVII br. 3: 237–255. Архивирано из оригинала (PDF) 05. 12. 2021. г. Приступљено 01. 11. 2018.
6. Јашаревић, Сенад (2012). „ФЛЕКСИБИЛИЗАЦИЈА РАДА – РЕШЕЊЕ ИЛИ ЗАБЛУДА” (PDF). Зборник радова Правног факултета у Новом Саду. XLVI br. 4: 173–192. Архивирано из оригинала (PDF) 29. 11. 2021. г. Приступљено 01. 11. 2018.
7. Јашаревић, Сенад (2011). „ХАРМОНИЗАЦИЈА ПРАВА И ПРАКСЕ У ОБЛАСТИ ПАРТИЦИПАЦИЈЕ ЗАПОСЛЕНИХ – СРБИЈА И ЕУ” (PDF). Зборник радова Правног факултета у Новом Саду. XLV br. 3: 379–395. Архивирано из оригинала (PDF) 02. 12. 2021. г. Приступљено 01. 11. 2018.